# Blaenavon
Blaenavon je malé město, které leží na jihovýchodě Walesu blízko pramene řeky Afon Llwyd a severně od města Pontypool. Leží na svahu a má 6 349 obyvatel. Blaenavon ve velštině znamená "pramen řeky".

## Dějiny
Město se rozvíjelo spolu se železárnami, které zahájily provoz v roce 1788 a z nichž je dnes muzeum. Výroba oceli a uhelný průmysl, zvýšily populaci města na 20 000, ale od uzavření železáren v 1900 a uhelného dolu v 1980 se populace rapidně snížila a dnes žije ve městě pouze malá část. Město se pokoušelo přilákat turisty i na změnu z průmyslového města na "knižní" město (tzv. book town). Od roku 2009 patří jeho průmyslové památky v okolí k lokalitám Světového dědictví UNESCO.
Ve městě se nachází bývalý uhelný důl přestavěný na muzeum Big Pit National Coal Museum, železárna, historická železnice Pontypool and Blaenavon Railway, Blaenavon World Heritage Centre, pěvecký sbor Blaenavon Male Voice Choir a několik historických stezek v místních horách.

## Galerie

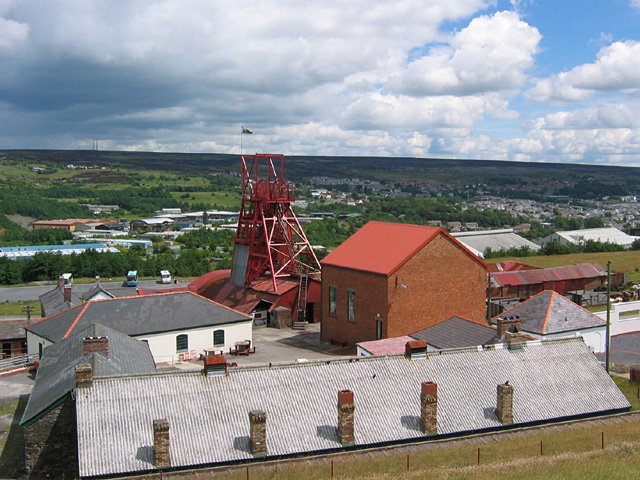
Big Pit Mining Museum
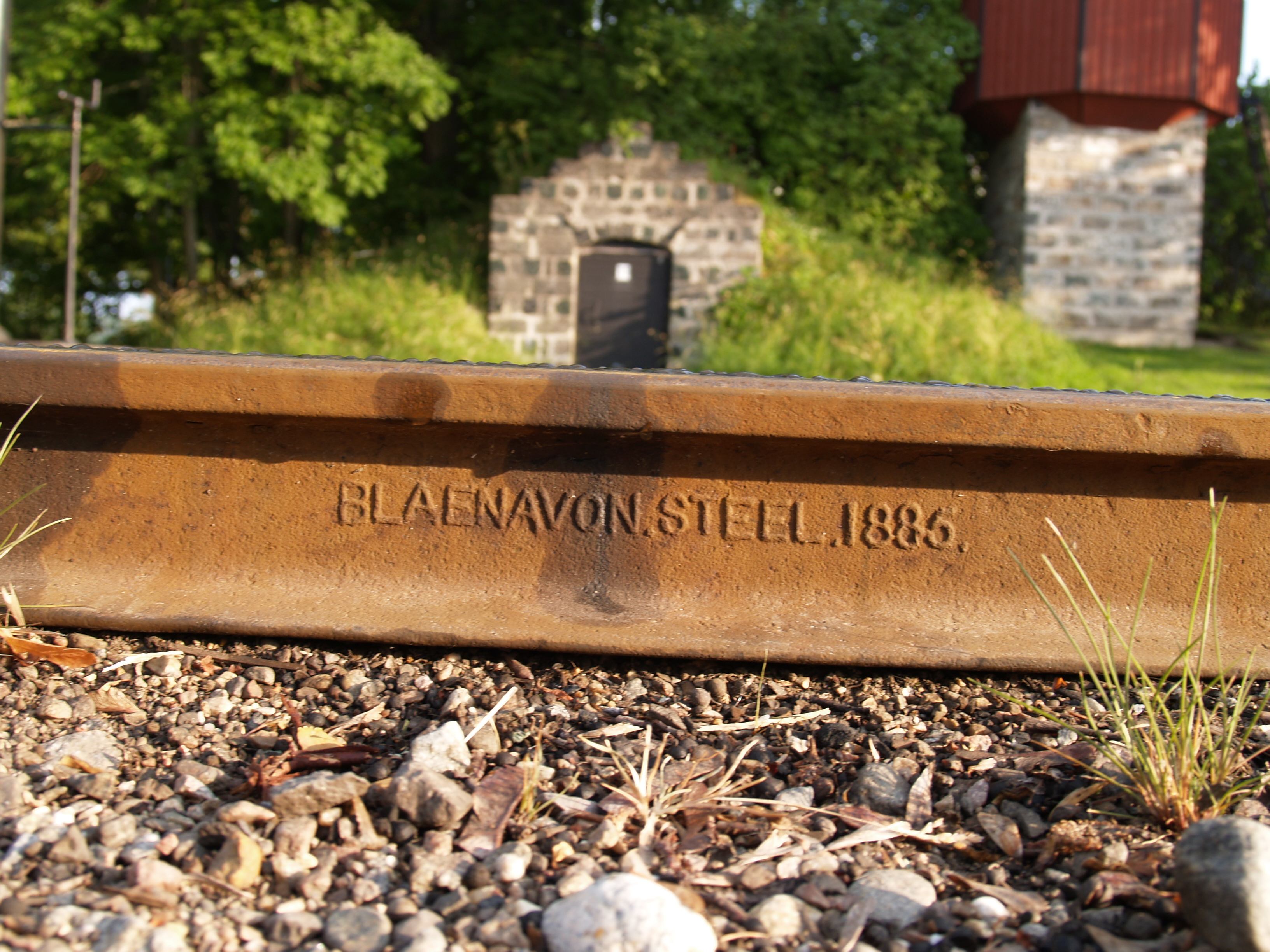
Kolejnice vyrobená v Blaenavone, vyfotografovaná ve Švédsku
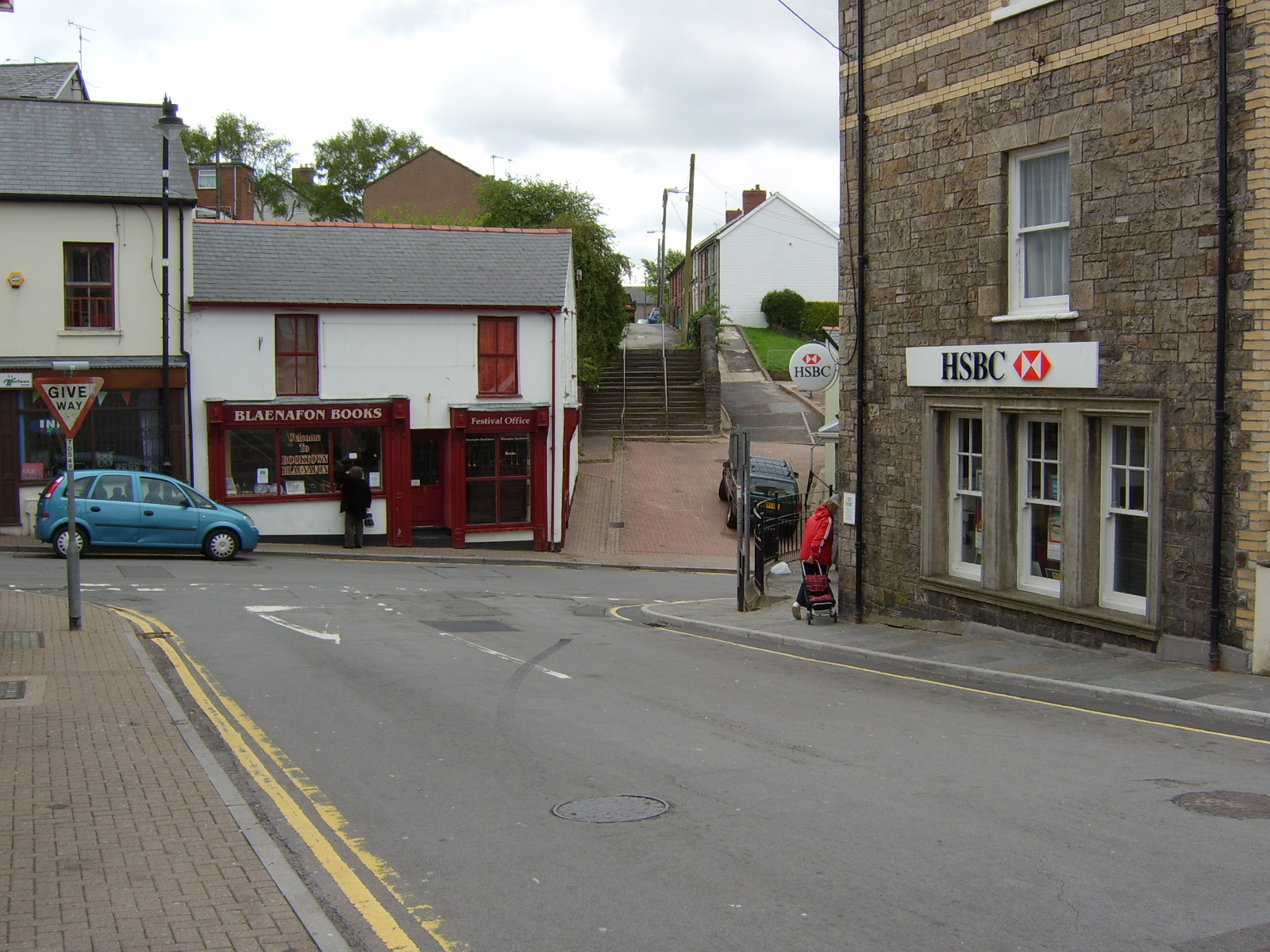
Blaenavon, knižní město
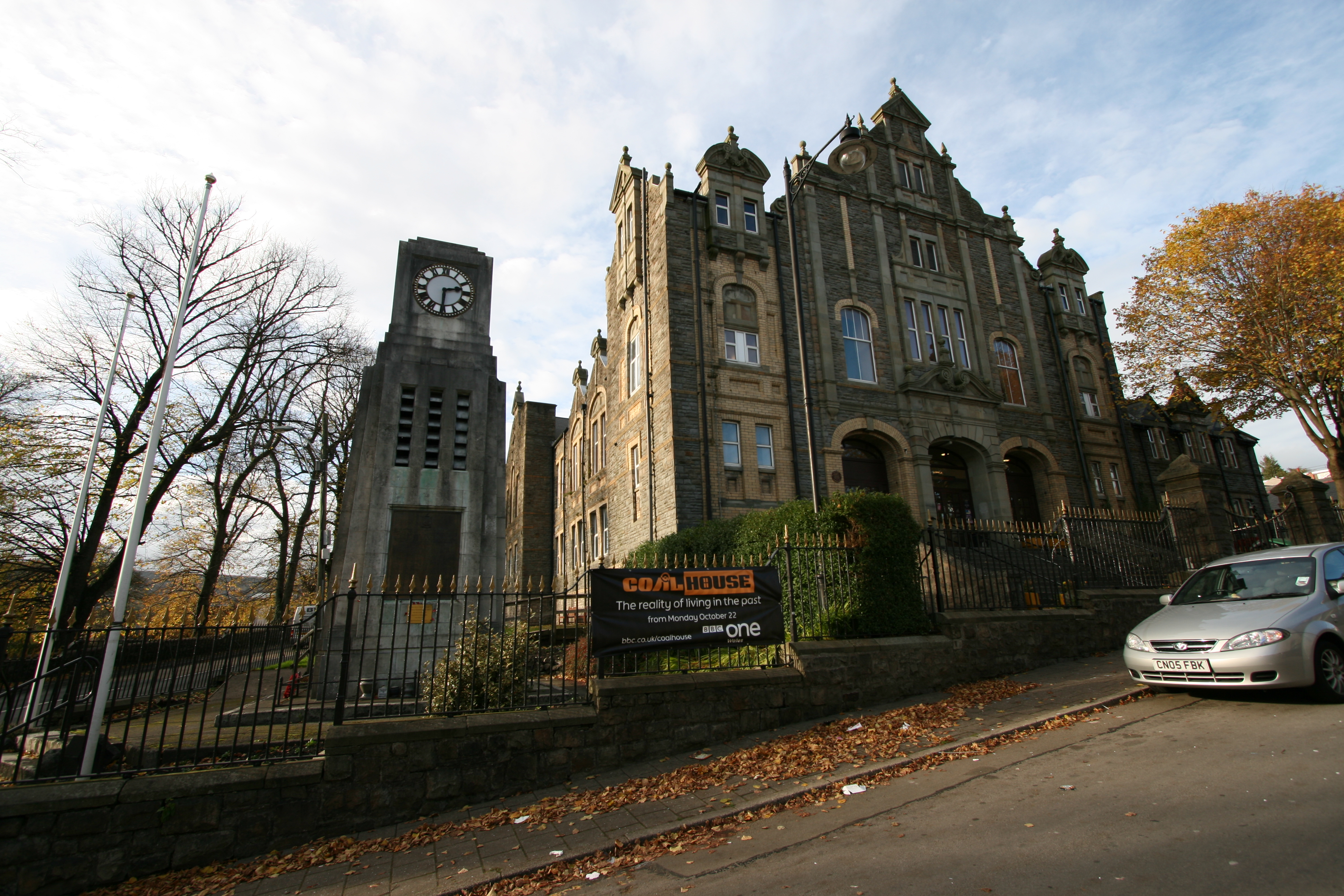
Válečný pomník a Workmen's Hall